# 馬愉
马愉（1395年—1447年），字性和，号澹轩、又号璞菴，山东临朐县朱位村人，明朝狀元、政治人物。官至文淵閣學士。

## 生平
马愉为汉伏波将军马援之後，明宣德二年（1427年）成一甲第一名进士（状元），授翰林院修撰。正统元年（1436年）充经筵讲官，正统三年（1438年）迁侍读学士，参修《宣宗实录》，升侍讲学士。正统五年（1440年）入内阁，参与机要。正统十二年（1447年）病故，赠礼部尚书兼翰林院学士，谥襄敏，赐御葬。

## 著作
著有《澹轩集》8卷。

### 引文
1. ↑  《明史·卷109·宰辅年表》
2. ↑  《明史》（卷148）：“馬愉，字性和，臨朐人。宣德二年進士第一。授翰林修撰。九年秋，特簡史官及庶吉士三十七人進學文淵閣，以愉為首。正統元年充經筵講官，再遷至侍讀學士。時王振用事，一日，語楊士奇、榮曰：「朝廷事久勞公等，公等皆高年，倦矣。」士奇曰：「老臣盡瘁報國，死而後已。」榮曰：「吾輩衰殘，無以效力，當擇後生可任者，報聖恩耳。」振喜而退。士奇咎榮失言。榮曰：「彼厭吾輩矣，一旦內中出片紙令某人入閣，且奈何？及此時進一二賢者，同心協力，尚可為也。」士奇以為然。翼日，遂列侍讀學士苗衷、侍講曹鼐及愉名以進。由是愉被擢用。五年詔以本官入內閣，參預機務，尋進禮部右侍郎。十二年卒。贈尚書兼學士。贈官兼職，自愉始。”

### 文目
- 廖道南，《文淵閣學士贈禮部尚書馬愉》，《殿閣詞林記列傳》，卷3，219-220
- 《贈學士禮部尚書馬公愉神道碑銘》，《國朝獻徵錄》，1冊13卷，420-421

## 外部連結
- 明朝江北第一状元:马愉 （页面存档备份，存于）